# Aciotis
Aciotis es un género con 89 especies de plantas con flores pertenecientes a la familia Melastomataceae.Comprende 49 especies descritas y de estas, solo 13 aceptadas.

## Descripción
Son hierbas anuales, erectas o patentes, o sufruticosas, perennes, con tallos frágiles y entrenudos distales cuadrangulares. Inflorescencias en forma de panículas, terminales, con ramificación divaricada. El fruto es una cápsula globosa u ovoide; con semillas reniforme, 0.5 mm de largo.

## Taxonomía
El género fue descrito por David Don y publicado en Memoirs of the Wernerian Natural History Society 4: 283, 300–301. 1823. La especie tipo es: Aciotis discolor D. Don. 

## Especies aceptadas
A continuación se brinda un listado de las especies del género Aciotis aceptadas hasta febrero de 2013, ordenadas alfabéticamente. Para cada una se indica el nombre binomial seguido del autor, abreviado según las convenciones y usos: 
- Aciotis acuminifolia (Mart. ex DC.) Triana
- Aciotis annua (Mart. ex DC.) Triana
- Aciotis circaeifolia (Bonpl.) Triana
- Aciotis circaeoides (Mart. & Schrank ex DC.) Triana
- Aciotis cordata (Vell.) J.F. Macbr.
- Aciotis indecora (Bonpl.) Triana
- Aciotis ornata (Miq.) Gleason
- Aciotis paludosa (Mart. ex DC.) Triana
- Aciotis pendulifolia (Bonpl.) Triana
- Aciotis polystachya (Bonpl.) Triana
- Aciotis purpurascens (Aubl.) Triana
- Aciotis rubricaulis (Mart. ex DC.) Triana
- Aciotis viscida (Benth.) Freire-Fierro